# Governo Kohl II
Il secondo governo Kohl è stato il quindicesimo governo della Repubblica Federale Tedesca, in carica dal 30 marzo 1983 all'11 marzo 1987 durante la 10ª legislatura del Bundestag.
Il governo, con Helmut Kohl come cancelliere, era sostenuto da una coalizione "giallo-nera" composta dall'Unione Democratico Cristiana (CDU), dall'Unione cristiano sociale bavarese (CSU) e dal Partito liberaldemocratico (FDP).
Il governo si formò dopo le elezioni del 1983, che servirono a Kohl per legittimare politicamente il suo governo nato dal ribaltone dei liberali che precedentemente erano alleati con i socialdemocratici.
Il governo durerà per tutta la legislatura, e la coalizione giallo-nera vincera le elezioni del '87 formando il terzo governo Kohl.

## Situazione Parlamentare
| Camera    | Collocazione | Partiti                       | Seggi     |
| --------- | ------------ | ----------------------------- | --------- |
| Bundestag | Maggioranza  | CDU (202), CSU (53), FDP (35) | 290 / 520 |
| Bundestag | Opposizione  | SPD (202), I Verdi (28)       | 230 / 520 |

## Composizione
| Ministero                               | Nome | Nome                                              | Partito |
| --------------------------------------- | ---- | ------------------------------------------------- | ------- |
| Cancelliere federale                    |      | Helmut Kohl                                       | CDU     |
| Affari esteri, Vice-cancelliere         |      | Hans-Dietrich Genscher                            | FDP     |
| Interni                                 |      | Friedrich Zimmermann                              | CSU     |
| Giustizia                               |      | Hans A. Engelhard                                 | FDP     |
| Finanze                                 |      | Gerhard Stoltenberg                               | CDU     |
| Economia                                |      | Otto Lambsdorff fino al 27/06/1984                | FDP     |
| Economia                                |      | Martin Bangemann                                  | FDP     |
| Agricoltura e foreste                   |      | Ignaz Kiechle                                     | CSU     |
| Rapporti con la Germania Est            |      | Heinrich Windelen                                 | CDU     |
| Lavoro e solidarietà sociale            |      | Norbert Blüm                                      | CDU     |
| Difesa                                  |      | Manfred Wörner                                    | CDU     |
| Famiglia, gioventù e Sanità             |      | Heiner Geißler fino al 26/09/1985                 | CDU     |
| Famiglia, gioventù e Sanità             |      | Rita Süssmuth                                     | CDU     |
| Trasporti                               |      | Werner Dollinger                                  | CSU     |
| Ambiente Ministero creato il 06/06/1986 |      | Walter Wallmann                                   | CDU     |
| Poste e telecomunicazioni               |      | Christian Schwarz-Schilling                       | CDU     |
| Trasporto ed urbanizzazione             |      | Oscar Schneider                                   | CSU     |
| Ricerca e Tecnologia                    |      | Heinz Riesenhuber                                 | CDU     |
| Formazione e scienze                    |      | Dorothee Wilms                                    | CDU     |
| Cooperazione economica                  |      | Jürgen Warnke                                     | CSU     |
| Senza portafoglio dal 15/11/1984        |      | Wolfgang Schäuble Capo della Cancelleria federale | CDU     |